# Sponde (måne)
Sponde er en af planeten Jupiters måner: Den blev opdaget 9. december 2001 af et hold astronomer fra Hawaiis Universitet under ledelse af Scott S. Sheppard, og kendes også under betegnelsen Jupiter XXXVI. Lige efter opdagelsen fik den den midlertidige betegnelse S/2001 J 5, men siden har den Internationale Astronomiske Union besluttet at opkalde den efter Sponde; en af Zeus' døtre i den græske mytologi.
Sponde tilhører den såkaldte Pasiphae-gruppe, som omfatter de 13 yderste Jupiter-måner. Gruppen er opkaldt efter månen Pasiphae.
| Naturvidenskab | Spire Denne naturvidenskabsartikel er en spire som bør udbygges. Du er velkommen til at hjælpe Wikipedia ved at udvide den. |